# 140P/Bowell-Skiff
140P/Bowell-Skiff è una cometa periodica appartenente alla famiglia delle comete gioviane. La cometa è stata scoperta l'11 febbraio 1983 e riscoperta il 14 dicembre 1998, fatto che ha permesso di numerarla. La cometa ha una MOID relativamente stretta col pianeta Giove, con cui avrà un passaggio di sole 0,46 UA il 26 dicembre 2094 e una più larga col pianeta Saturno.